# Song song

Đồ thị vẽ a và b là hai đường thẳng song song

Trong hình học, sự song song là một đặc tính của các đường thẳng, mặt phẳng, hoặc tổng quát hơn là các không gian afin. Ban đầu, khái niệm song song do Euclide đặt ra trong tác phẩm Cơ sở (Euclid), bộ sách về toán học và hình học nổi tiếng của ông. Theo thời gian, khái niệm này đã chuyển đổi từ một định nghĩa mang tính tiên đề sang một định nghĩa hình học thông thường.

## Trong hình học Euclide

### Các nguyên lý Euclide
Trong hình học Euclide, hai đường thẳng được gọi là song song khi chúng cùng nằm trên một mặt phẳng và không có điểm chung. Trong trường hợp này, chúng được gọi là không cắt nhau, không giao nhau, hoặc không tiếp xúc nhau.
Hai đường thẳng bất kỳ trong hình học phẳng Euclide chỉ có thể rơi vào 3 trường hợp:
- trùng nhau
- cắt nhau tại ít nhất một điểm nào đó
- song song với nhau

### Quan hệ tương đương
Nếu chấp nhận những đường thẳng trùng nhau là song song với nhau, ta thấy mối quan hệ song song mang các tính chất sau:
- phản xạ: một đường thẳng là song song với chính nó,
- đối xứng: Nếu một đường thẳng (d) song song với đường thẳng (d') thì (d') cũng song song với (d),
- bắc cầu: Nếu một đường thẳng (d) song song với đường thẳng (d') và nếu (d') song song với (d") thì (d) cũng song song với (d").

Như vậy, ta kết luận: quan hệ song song là một mối quan hệ tương đương.

## Trong hình học phi Euclide
Mở rộng ra trên hình học phi Euclide, khái niệm đường thẳng được thay bằng khái niệm đường trắc địa. Hai đường trắc địa trong hình học phi Euclide chỉ có thể rơi vào 3 trường hợp:
- cắt nhau tại ít nhất một điểm xác định nào đó
- song song: cắt nhau tại một điểm ở vô cực (có điểm chung ở vô cực)
- siêu song song: không bao giờ cắt nhau (không bao giờ có điểm chung)

## Ký hiệu
Ký hiệu để biểu thị sự song song là //. Ví dụ, nếu viết AB//CD, nghĩa là đường thẳng AB song song với đường thẳng CD.
Trong bộ mã Unicode, những biểu tượng song song và không song song có code lần lượt là U+2225 (∥) và U+2226 (∦). Chúng được xếp vào phạm vi Mathematical Operators.

## Tiên đề Euclide về đường thẳng song song
Qua 1 điểm nằm ngoài 1 đường thẳng, có duy nhất 1 đường thẳng song song với đường thẳng đã cho.

## Điều kiện để 2 đường thẳng song song trong mặt phẳng
Hai đường thẳng được gọi là song song khi có một đường thẳng thứ ba cắt hai đường thẳng trên và tạo với hai đường thẳng đó:
- Hai góc so le trong bằng nhau
- Hai góc đồng vị bằng nhau
- Hai góc trong cùng phía bù nhau
- Hai góc ngoài cùng phía bù nhau
- Hai góc so le ngoài bằng nhau

Hai đường thẳng cùng vuông góc hoặc cùng song song với đường thẳng thứ 3 thì 2 đường thẳng đó song song với nhau.

## Quan hệ song song trong không gian

### Tính chất của 2 đường thẳng song song
Nếu hai đường thẳng song song bị cắt bởi một đường thẳng thứ ba và có các cặp góc so le trong bằng nhau thì cặp góc so le trong còn lại cũng bằng nhau và các cặp góc so le ngoài cũng bằng nhau và các cặp góc đồng vị bằng nhau và các cặp trong cùng phía bù nhau và các cặp ngoài cùng phía bù nhau

### Đường thẳng song song với mặt phẳng
Nếu một đường thẳng không nằm trong mặt phẳng và song song với một đường thẳng khác nằm trong mặt phẳng thì đường thẳng đó song song với mặt phẳng
Qua một đường thẳng song song với một mặt phẳng, giao tuyến của mặt phẳng đã cho với mọi mặt phẳng chứa đường thẳng đã cho sẽ song song với đường thẳng đó
Nếu đường thẳng song song với mặt phẳng thì đường thẳng đó sẽ song song với ít nhất một đường thẳng trong mặt phẳng.
Một đường thẳng song song với giao tuyến của 2 mặt phẳng thì đường thẳng đó song song với 2 mặt phẳng đã cho và ngược lại
Cho 2 đường thẳng chéo nhau, khi đó có duy nhất 1 mặt phẳng chứa đường thẳng này và song song với đường thẳng kia.

### Hai mặt phẳng song song
Nếu một mặt phẳng chứa 2 đường thẳng cắt nhau cùng song song với mặt phẳng kia thì 2 mặt phẳng đó song song với nhau.
Có duy nhất một mặt phẳng đi qua 1 điểm nằm ngoài mặt phẳng cho trước và song song với mặt phẳng đó
Qua một đường thẳng song song với một mặt phẳng, có duy nhất 1 mặt phẳng song song với mặt phẳng đã cho và chứa đường thẳng đó.
2 mặt phẳng phân biệt cùng song song với mặt phẳng thứ 3 thì 2 mặt phẳng đó song song với nhau.
Một mặt mẳng cắt 2 mặt phẳng song song thì tạo ra 2 giao tuyến song song

## Quan hệ giữa tính vuông góc với tính song song của đường thẳng
Một đường thẳng vuông góc với một trong 2 đường thẳng song song thì đường thẳng đó cũng vuông góc với đường thẳng còn lại